# Walther Zeitler
Walther Zeitler (* Juni 1923 in Wiesau; † Juni 2006 in Regensburg) war ein deutscher Journalist, Pressesprecher und Autor zahlreicher Sachbücher.

## Leben
Zeitler arbeitete 23 Jahre lang als Pressesprecher bei den damaligen Bundesbahndirektionen Regensburg, Nürnberg und München. Im Jahr 1953 kam er erstmals in den Bayerischen Wald. Seit dem Jahr 1966 verfasste er insgesamt 39 Bücher zu den Themen Eisenbahnen und Kunst und Kultur Ostbayerns und des Bayerischen Waldes. Seine Bücher erreichten eine Gesamtauflage von rund 600.000 Exemplaren. Zeitler lebte in seinen letzten Jahren in Regensburg und hatte einen Zweitwohnsitz in Kirchberg im Wald. Er porträtierte in Reportagen, die teilweise wieder in Büchern zusammengefasst wurden, zahlreiche meist schon hochbetagte Einwohner des Bayerischen Waldes, die häufig heute ausgestorbene Berufe wie Schindelmacher, Sauschneider oder Waldläufer ausübten.

## Preise und Auszeichnungen
- 1990: Nordgaupreis des Oberpfälzer Kulturbundes für Dichtung
- 2000: Kulturpreis des Bayerischen Wald-Vereins

## Veröffentlichungen (Auswahl)
- Bayerwald-Porträts: von Sängern, Sauschneidern, Schindelmachern, Schlangenfängern und anderen Menschen. Attenkofer-Verlag, Straubing 2006, ISBN 3-936511-26-8.
- Das große Bayerwaldbuch: Land und Leute, Natur und Kultur im und um den Bayerischen Wald. Mit Fotos von Hans Eigner. 4., aktualisiert. Aufl. SüdOst-Verlag, Waldkirchen  2005, ISBN 978-3-89682-958-0.
- I bin vom Woid dahoam: Max Binder; ein Leben für den Bayerischen Wald. 3. erw. Aufl. Attenkofer-Verlag, Straubing 2003, ISBN 3-931091-17-1.
- Fische – Fähren – Schiffe: ein Leben mit und an der Donau. (über den Reeder Erich Wurm (* 1926)). Attenkofer-Verlag, Straubing 2001, ISBN 3-931091-68-6.
- Eisenbahnen in Niederbayern und der Oberpfalz: die Geschichte der Eisenbahn in Ostbayern; Bau – Technik – Entwicklung. 2. erw. u. überarb. Aufl. Buch- und Kunstverlag Oberpfalz, Amberg 1997.